# Polisen i Finland

Den finländska polisens symbol, med svärd och bekrönt lejon.

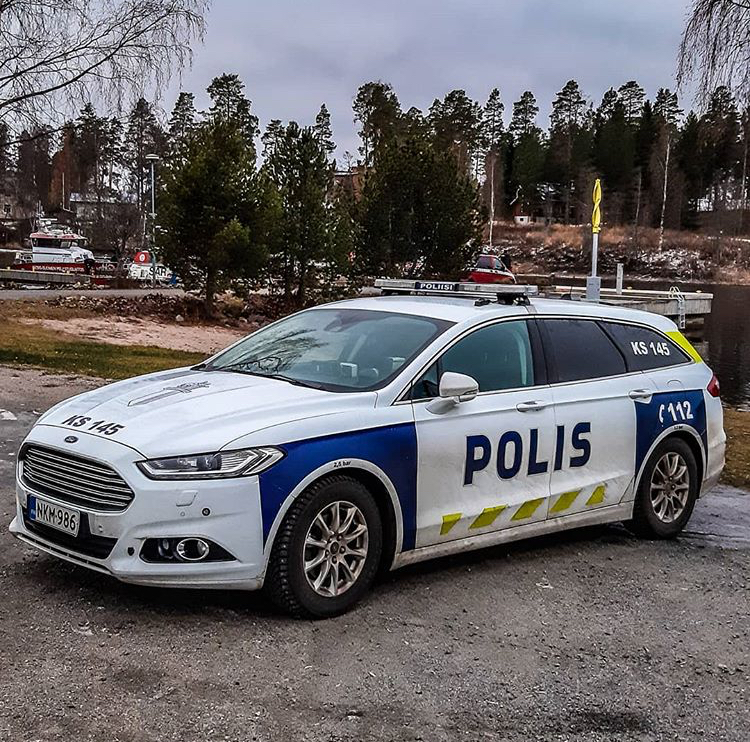
Finländsk polisbil.

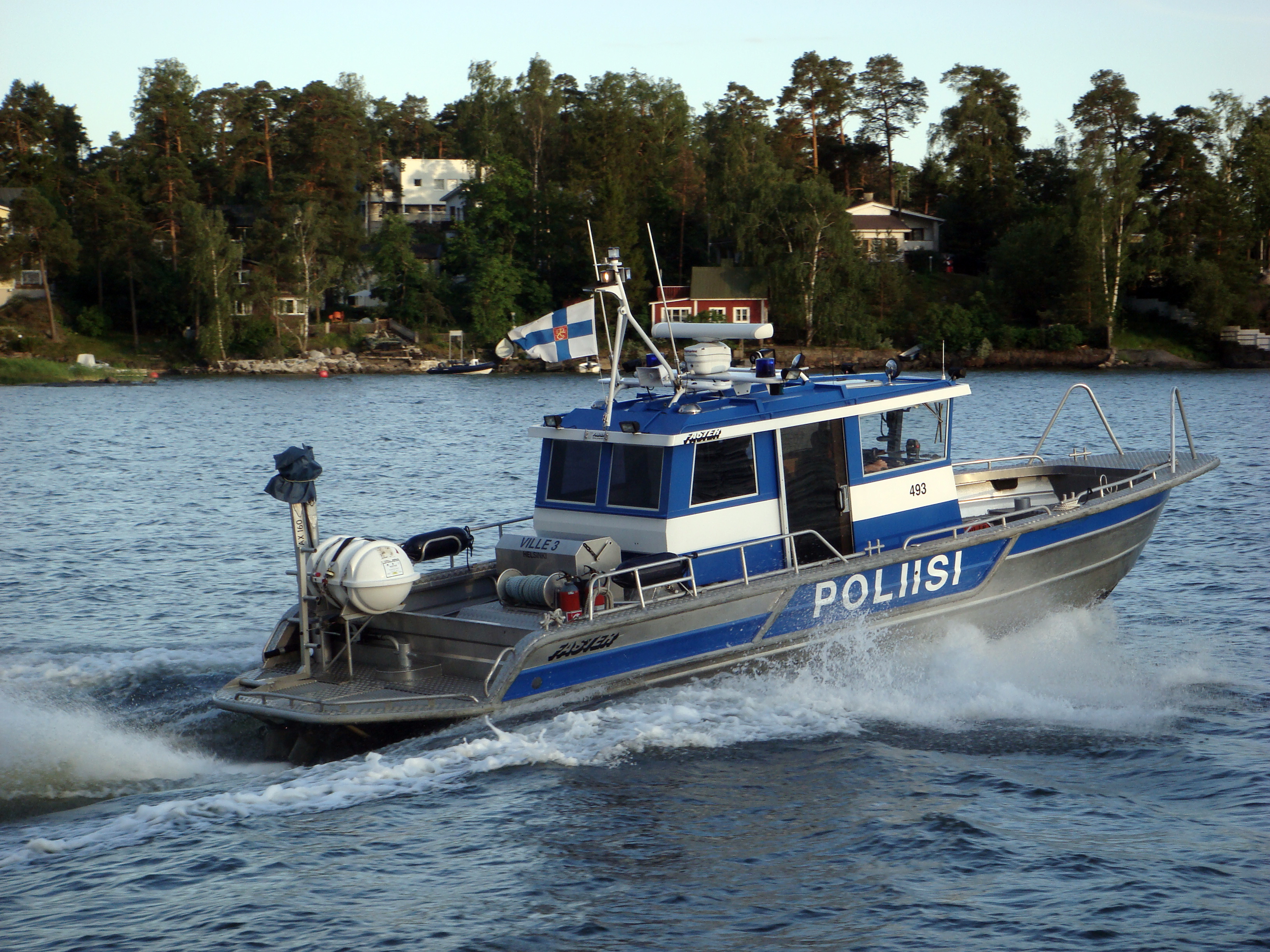
Patrullbåt hos polisen i Helsingfors.

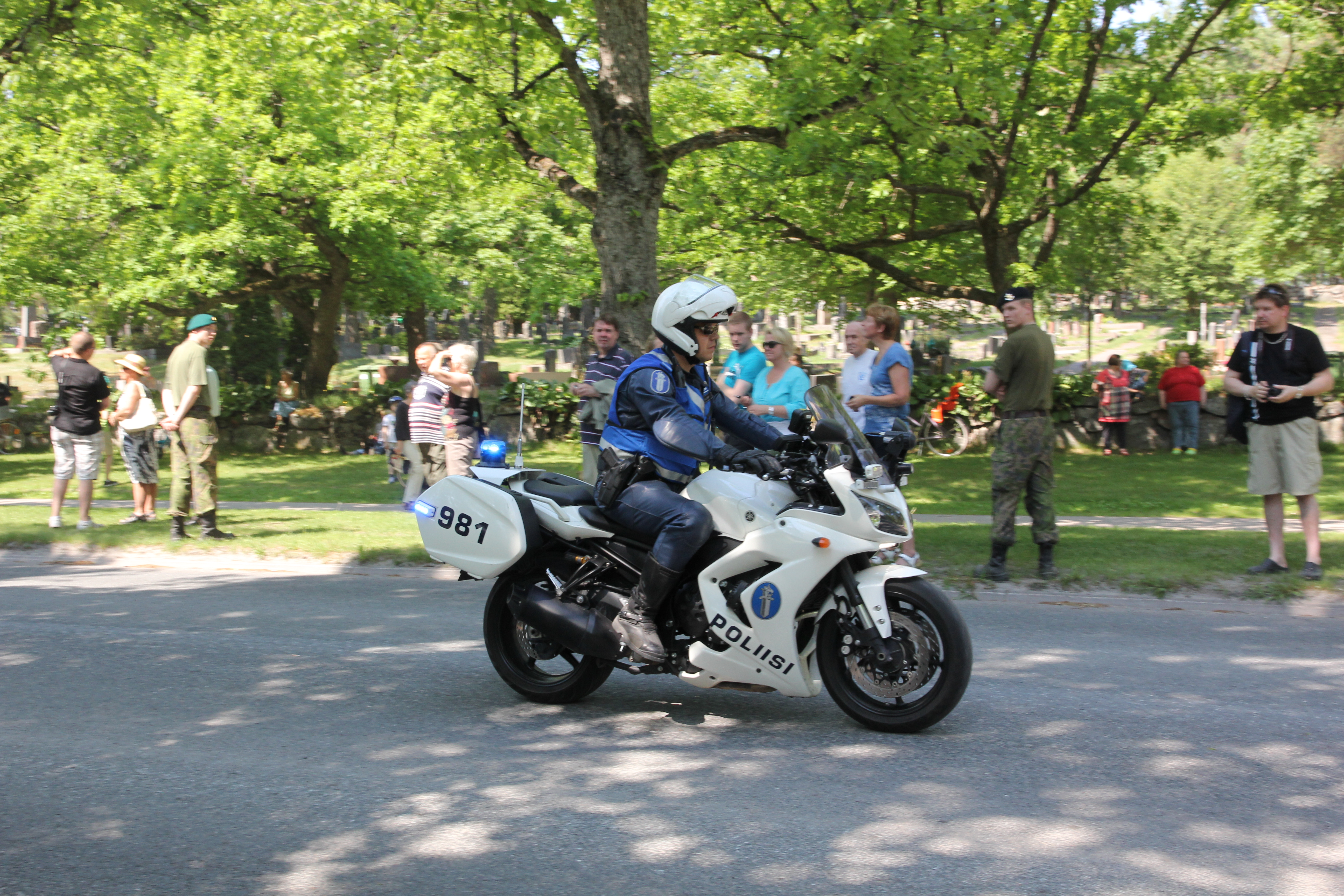
Finländsk polismotorcykel.

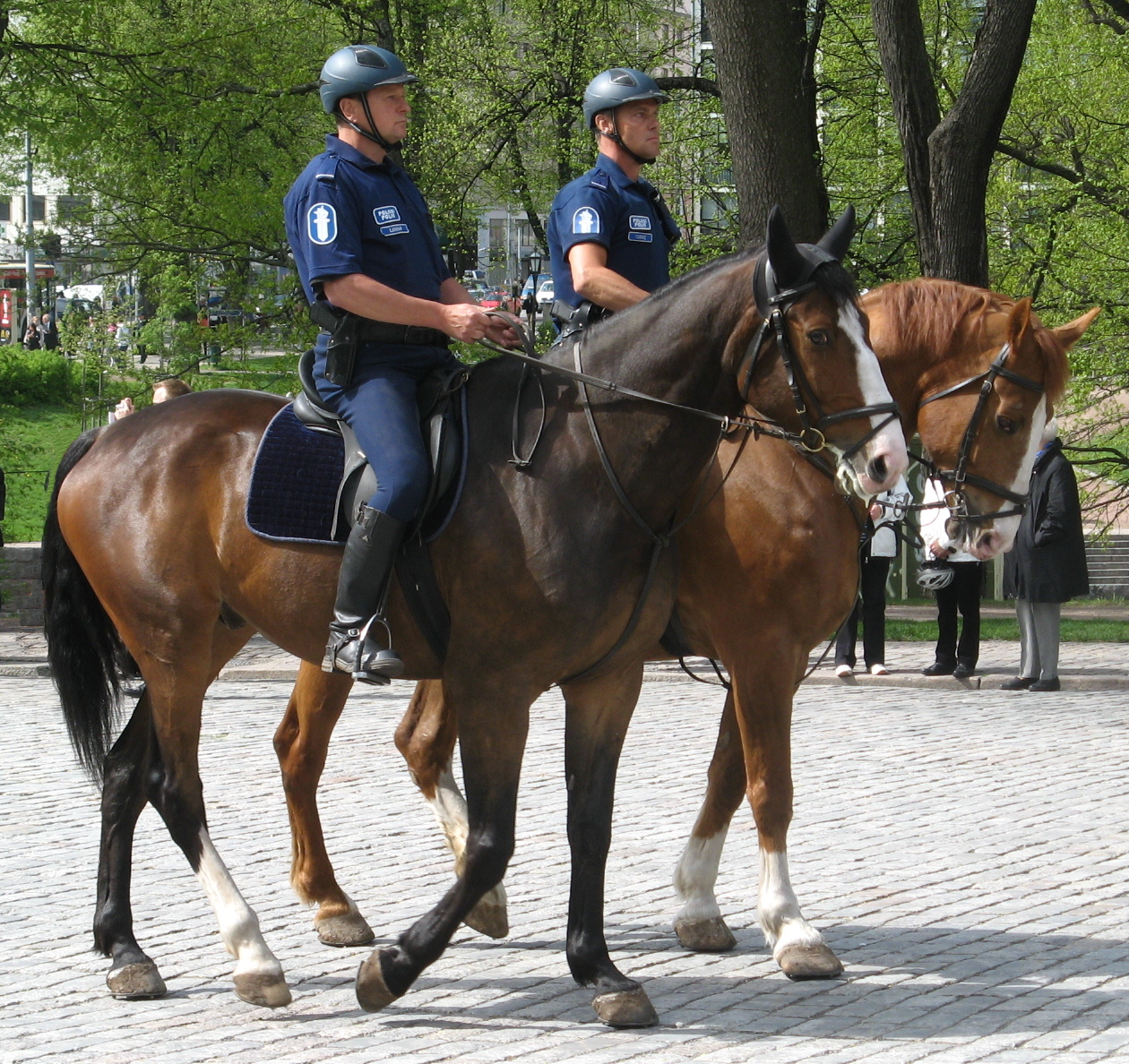
Finländska ridande poliser.

Polisväsendet i Finland utgörs av flera olika myndigheter. Den officiella, centrala benämningen är "Polisen" (finska: Poliisi), och den översätts till engelska som Police of Finland. De två andra större polismyndigheterna är Gränsbevakningsväsendet (finska: Rajavartiolaitos) och Tullen (finska: Tulli; på svenska ibland förtydligat som Finska tullen).

## Indelning och verksamhet
Polisen i Finland är indelad i elva regionala polismyndigheter samt två riksenheter. De två riksenheterna är Centralkriminalpolisen (CKP, finska: Keskusrikospoliisi) och Skyddspolisen (Skypo, finska: Suojelupoliisi).
Det fanns i hela Finland år 2014 cirka 7 600 polistjänster.
Finska polisen har cirka en miljon utryckningar om året. Det är mycket ovanligt att polisen använder sina tjänstevapen, vilket i medeltal sker vid tio utryckningar per år. Vid över hälften av dessa tillfällen handlar det om varningsskott. I medeltal från åren 2005–15 skadas 1 till 2 personer årligen till följd av skott från polis.

## Polisens grader och utbildning
Finska polisen använder tio olika tjänstegrader. "Uppifrån" är de tio graderna:
1. polisöverdirektör
2. polisdirektör, chef för centralkriminalpolisen och chef för skyddspolisen, rektor för Polisyrkeshögskolan samt polischef för polisinrättningen i Helsingfors
3. polischef
4. polisöverinspektör, biträdande polischef vid polisinrättningen i Helsingfors och biträdande chef för riksomfattande polisenhet
5. biträdande polischef
6. polisinspektör och polisjurist
7. överkommissarie
8. kommissarie
9. överkonstapel
10. äldre konstapel
11. yngre konstapel

### Utbildning
Poliser i Finland utbildas vid Polisyrkeshögskolan i Tammerfors. 2014 antogs 180 nya studenter till utbildningen, och av dessa antogs 20 på platser reserverade för svenskspråkiga. Att kunna behärska både finska och svenska sägs vara en extra yrkesmerit efter genomgången utbildning.
Av de som utbildats till polis, gick 2014 cirka 180 arbetslösa.

## Åland
Åland har en egen polismyndighet, oberoende av Finska polisen. Den är direkt underställd Ålands landskapsregering. Däremot har Ålands polismyndighets webbplats sedan år 2012 integrerats som en del av Finska polisens webbportal (poliisi.fi), efter att den tidigare skötts lokalt (via toppdomänen polisen.ax)